# ایرج حریرچی
ایرج حریرچی (زادهٔ ۱۳۴۵ در تبریز) پزشک و سیاستمدار ایرانی است که از سال ۱۳۹۳ تا ۱۴۰۰ به‌عنوان قائم‌مقام، معاون کل و سخنگوی وزیر بهداشت، درمان و آموزش پزشکی فعالیت می‌کرد.
او عضو هیئت علمی دانشگاه علوم پزشکی و خدمات بهداشتی درمانی تهران و عضو حقیقی هئیت امنای دانشگاه علوم پزشکی و خدمات بهداشتی-درمانی تبریز است.

## تحصیلات
حریرچی تحصیلات عالی خود را در سال ۱۳۶۳ در رشته پزشکی دانشکده پزشکی دانشگاه تهران آغاز کرد و در سال ۱۳۷۲ فارغ‌التحصیل شد. وی در سال ۱۳۷۷ در رشته جراحی عمومی از دانشکده پزشکی دانشگاه تهران درجه تخصصی گرفت.

## مسئولیت در زمان شیوع کروناویروس و ابتلا

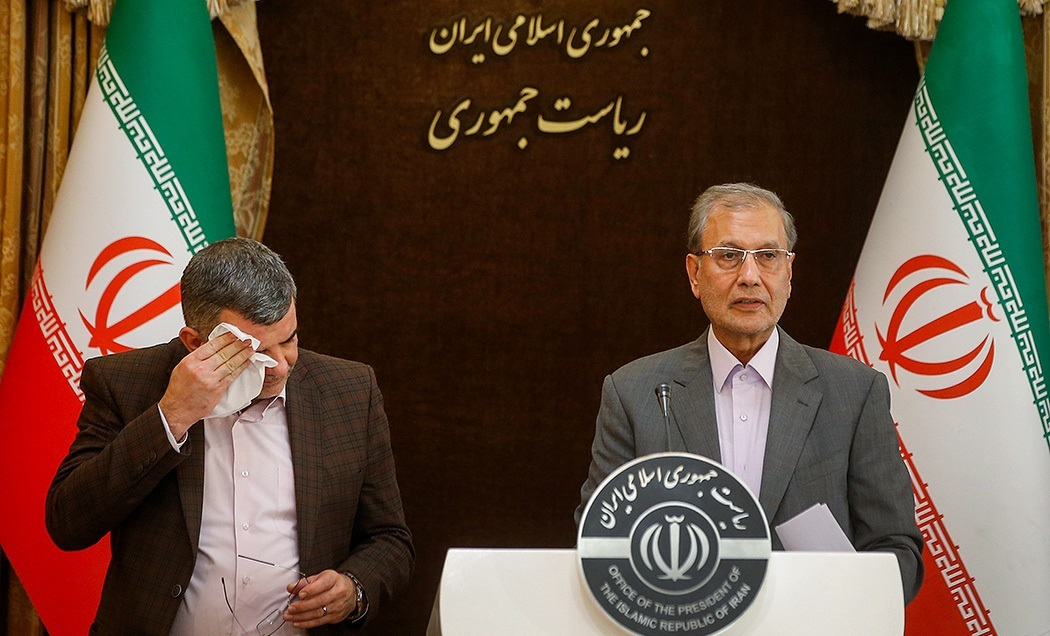
نشست خبری سخنگوی دولت با حضور حریرچی دبیر ستاد مبارزه با کرونا

حریرچی در زمان شیوع کروناویروس، مسئولیت مبارزه با کرونا را به عهده گرفت و دبیر ستاد مبارزه با کروناویروس در ایران شداما خودش چند روز پس از به عهده گرفتن این سمت به این ویروس مبتلا شد. او در ۶ اسفند ۱۳۹۸ در پیامی ویدئویی رسماً مثبت شدن تست کرونای خود را تأیید کرد. حریرچی در این ویدئو اظهار کرد:
«مراقب خودتان باشید؛ این ویروس، ویروس دموکراتی است، فقیر و غنی و مسئول و غیرمسئول نمی‌شناسد و ممکن است تعدادی را مبتلا کند. درمان مؤثر برای آن داریم و حواستان به خودتان باشد و مراقب دکترها و پرستارها هم باشید که با جانفشانی خدمت می‌کنند. کارهایم را تلفنی دنبال می‌کنم و امیدوارم ظرف چند روز آینده که علائمم برطرف شد، دوباره برگردم و خدمتگزاری را به شما ادامه دهم».
این ماجرا از این جهت که مسئول اصلی مبارزه با این ویروس خود مبتلا شده مورد توجه رسانه‌های بیرون از ایران نیز قرار گرفت.

## جایزه‌ها
- رتبه اول پژوهشی کنگره ابن‌سینا
- رتبه اول کتاب سال دانشجویی (ترجمه) سال ۱۳۸۰[۴]